# Cultura di Potapovka

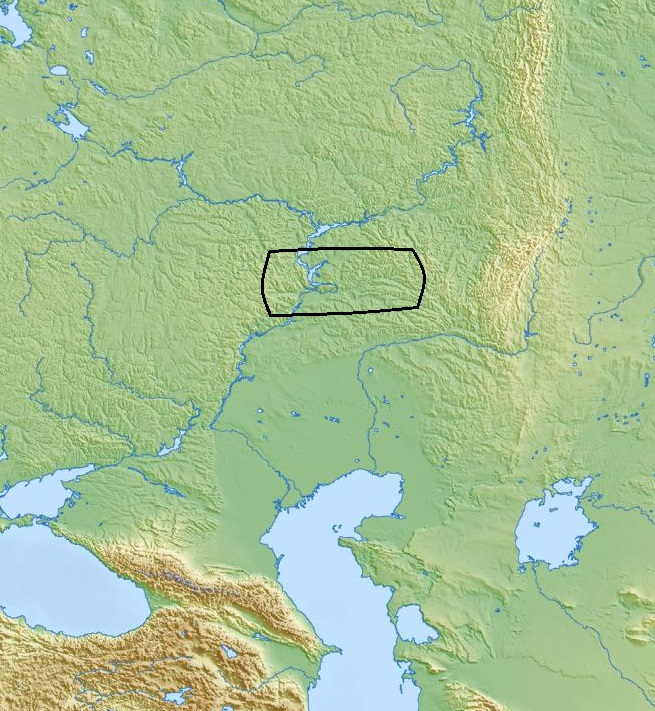
Estensione della cultura di Potapovka

La cultura di Potapovka, (ca. 2500-2000 a.C.) fu una cultura dell'età del bronzo incentrata nella regione centrale del Volga, che si estendeva ad est nella valle del fiume Samara.
Sembra essere collegata, unicamente per quanto riguarda la cultura materiale, con la fase iniziale della cultura di Andronovo (periodo Sintashta e Petrovka), ma era probabilmente legata geneticamente alla cultura di Poltavka, con influenze della più settentrionale cultura di Abashevo. Può essere grosso modo considerata come discendente dalla precedente cultura di Chvalynsk e della cultura di Samara, che occupavano la stessa area geografica.
Le inumazioni erano sotto kurgan (tumuli). Tombe più piccole circondavano il tumulo originale. Resti di animali, sia per intero o in parte, sono stati ritrovati tra le offerte rituali (bovini, ovini, capre, cani). In una sepoltura la testa del cadavere di un uomo venne sostituita con quello di un cavallo, rituale che ricorda quelli descritti successivamente nei Veda.
La cultura aveva chiaramente un rapporto stretto con i cavalli. Ruote e veicoli con ruote sono stati identificati tra i resti archeologici.
È stata preceduta dalla cultura di Jamna e fu succeduta dalla cultura di Srubna.